# Новиков, Иван Миронович
Ива́н Миро́нович Но́виков (6 [19] августа 1904; деревня Лепёшкина, Орловская губерния — 9 сентября 1976, Москва) — советский офицер, участник Великой Отечественной войны, Герой Советского Союза (17.10.1943), полковник (1943).

## Биография
Родился 6 (19) августа 1904 года в деревне Лепёшкина Селеченской волости Севского уезда Орловской губернии. Детство и юность провёл в городе Юзовка (ныне город Донецк, Украина). В 1914 году окончил 3 класса школы. В 1920—1925 годах работал столяром на механическом заводе и шахте в Юзовке, в 1925—1926 — плотником на керамическом заводе в городе Макеевка (ныне Донецкая область).
В Красной Армии с ноября 1926 года. В 1927 году окончил школу младшего комсостава при отдельном сапёрном эскадроне 9-й Крымской кавалерийской дивизии в Украинском военном округе, после окончания которой служил в этом же эскадроне командиром взвода и помощником командира эскадрона. В апреле 1933 года переведён командиром сапёрного эскадрона в 22-ю кавалерийскую дивизию Забайкальского военного округа. В 1935 году окончил Инженерные курсы усовершенствования командного состава в Хабаровске, а в 1939 году — кавалерийские курсы усовершенствования командного состава РККА в Новочеркасске. С октября 1939 года — командир 111-го разведывательного батальона в 74-й Таманской стрелковой дивизии Северо-Кавказского военного округа (Краснодар). Перед войной с дивизией был передан в Одесский военный округ и переведён в Бессарабию. В 1940 году заочно окончил первый курс Военной академии РККА имени В. В. Фрунзе. В 1927 году вступил в ВКП(б).
Участник Великой Отечественной войны с июня 1941 года, командуя 111-м отдельном разведывательным батальоном 74-й стрелковой дивизии в составе 48-го стрелкового корпуса 9-й армии Южного фронта (в сентябре 1941 года батальон был переформирован в 111-ю отдельную мотострелковую разведроту). В конце сентября с дивизией передан в 12-ю армию Южного фронта (затем передана на Юго-Западный фронт). Участвовал в приграничных оборонительных сражениях в Молдавии, в Тираспольско-Мелитопольской и Донбасско-Ростовской оборонительных операциях. Уже в ноябре 1941 года майор Новиков был награждён своим первым орденом.
С 24 декабря 1941 года командовал формирующимся 1031-м стрелковым полком формирующейся 280-й стрелковой дивизии (до 5 января 1942 года именовалась 472-й стрелковой дивизией) в Сталинградском военном округе (г. Камышин).
В мае 1942 года вновь прибыл на фронт и почти два года воевал командиром 1031-го стрелкового полка 280-й стрелковой дивизии. Вначале воевал в составе 48-й армии на Брянском фронте, в январе 1943 года — в 13-й армии, с апреля 1943 — в 70-й армии на Центральном фронте, в начале сентября 1943 года дивизия передана в 60-ю армию Воронежского фронта. Участвовал в оборонительных боях на елецком направлении в ходе Воронежско-Ворошиловградской оборонительной операции, в Воронежско-Касторненской и Харьковской наступательных операциях, в Харьковской (1943 года) оборонительной операции, в Курской битве и в Орловской наступательной операции.
Прошёл через многие испытания и даже был объявлен пропавшим без вести в тяжелых оборонительных боях июня 1942 года.
Командир 1031-го стрелкового полка 280-й стрелковой дивизии (60-я армия, Воронежский фронт) полковник И. М. Новиков особо отличился в ходе битвы за Днепр. Стремительно наступая по Лебобережной Украине, его полк 5 сентября 1943 года с ходу форсировал реку Сейм и 22 сентябре — реку Десна. В ночь на 25 сентября 1943 года во главе полка форсировал Днепр в районе села Окуниново (ныне не существует, территория Козелецкого района Черниговской области, Украина). В боях за удержание и расширение плацдарма на правом берегу Днепра в районе села Ротичи (ныне в зоне затопления Киевского водохранилища, севернее Киева, Украина) полк под его командованием за 25 и 26 сентября отразил 12 вражеских контратак. При этом и сам Новиков организовал и возглавил несколько контратак, в ходе которых были отбиты у врага сёла Ротичи и Дибловичи, чем было значительно улучшено положение советских войск на плацдарме. В этом сражении полком был нанесён гитлеровцам значительный урон: уничтожено до 500 солдат и офицеров, захвачены 3 миномёта и 30 пулемётов, другие трофеи. Сам командир полка давал своим поведением в бою пример мужества подчинённым, появляясь на самых опасных участках боя.
«За успешное форсирование реки Днепр севернее Киева, прочное закрепление плацдарма на западном берегу реки Днепр и проявленные при этом отвагу и геройство» указом Президиума Верховного Совета СССР от 17 октября 1943 года полковнику Новикову Ивану Мироновичу присвоено звание Героя Советского Союза с вручением ордена Ленина и медали «Золотая Звезда».
После представления И. М. Новикова к высшей награде Родины он продолжал командовать полком, участвуя в Киевской наступательной и в Киевской оборонительной операциях. В декабре 1943 года направлен в распоряжение Военного Совета 60-й армии, в январе-феврале 1944 года — заместитель командира 351-й стрелковой дивизии в этой армии на 1-м Украинском фронте. Во главе дивизии участвовал в Житомирско-Бердичевской и Ровно-Луцкой операциях. В конце февраля направлен на учёбу.
В марте 1945 года окончил ускоренный курс Высшей военной академии имени К. Е. Ворошилова. С 18 марта 1945 года — командир 33-й гвардейской стрелковой дивизии (43-я армия, 3-й Белорусский фронт). Участвовал в штурме Кёнигсберга и в Земландской операции.
После войны продолжал командовать этой дивизией, выведенной в Московский военный округ. С июля 1946 по декабрь 1947 года был заместителем командира 19-й отдельной стрелковой бригады, затем убыл на учёбу. В 1948 году окончил курсы усовершенствования командиров стрелковых дивизий при Военной академии имени М. В. Фрунзе. С декабря 1948 года служил заместителем командира 50-й отдельной стрелковой бригады, с февраля 1949 — начальником штаба и с сентября 1949 — командиром 59-й строительной бригады (в Московском военном округе). С августа 1952 — заместитель начальника отдела материально-технического обеспечения Военно-политической академии имени В. И. Ленина (в январе 1954 года должность переименована в «заместитель начальника академии по материально-техническому снабжению»). С января 1956 года — помощник начальника Военно-инженерной академии имени В. В. Куйбышева по материальному обеспечению — начальник отдела материального обеспечения (в декабре 1957 года должность переименована в «заместитель начальника академии по материальному обеспечению»). С января 1965 года полковник И. М. Новиков — в отставке.
В апреле-декабре 1965 — начальник гарнизонной жилищной части, а в 1966—1974 — начальник жилищно-коммунального отдела Квартирно-эксплуатационного управления города Москвы Министерства обороны СССР.
Жил в Москве. Умер 9 сентября 1976 года. Похоронен на Востряковском кладбище в Москве.

## Награды
- Герой Советского Союза (17.10.1943);
- два ордена Ленина (17.10.1943; 13.06.1952);
- три ордена Красного Знамени (23.11.1941; 26.02.1943; 5.11.1946);
- орден Отечественной войны 1-й степени (9.07.1943);
- орден Красной Звезды (3.11.1944);
- медали.

## Память
Именем И. М. Новикова названа улица в деревне Лепёшкина.